# Claviceps
Claviceps is een geslacht van plantenparasitaire schimmels die tot de familie Clavicipitaceae behoren. Ze tasten de graanvruchten van grassen aan. Er zijn ongeveer 36 soorten schimmels, die tot dit geslacht behoren.
De meeste soorten parasiteren maar één plantengeslacht. Vele soorten komen voor in tropische gebieden op plantensoorten, die tot de onderfamilie Panicoideae behoren. Moederkoorn (Claviceps purpurea) is hierop een uitzondering, omdat deze voorkomt in koudere gebieden en veel verschillende waardplanten, meest uit de onderfamilie Pooideae, heeft.
Deze schimmelsoorten produceren in de sclerotiën ergotalkaloïden. In fermenteerders worden de soorten Claviceps purpurea, Claviceps fusiformis of Claviceps paspali gebruikt voor de productie van het alkaloïde.

## Soorten
Enkele soorten zijn:
- Claviceps africana
- Claviceps zizaniae
- Claviceps fusiformis
- Claviceps paspali
- Claviceps purpurea
- Claviceps cynodontis
- Claviceps grohii

## Levenscyclus
Als voorbeeld is moederkoorn genomen.

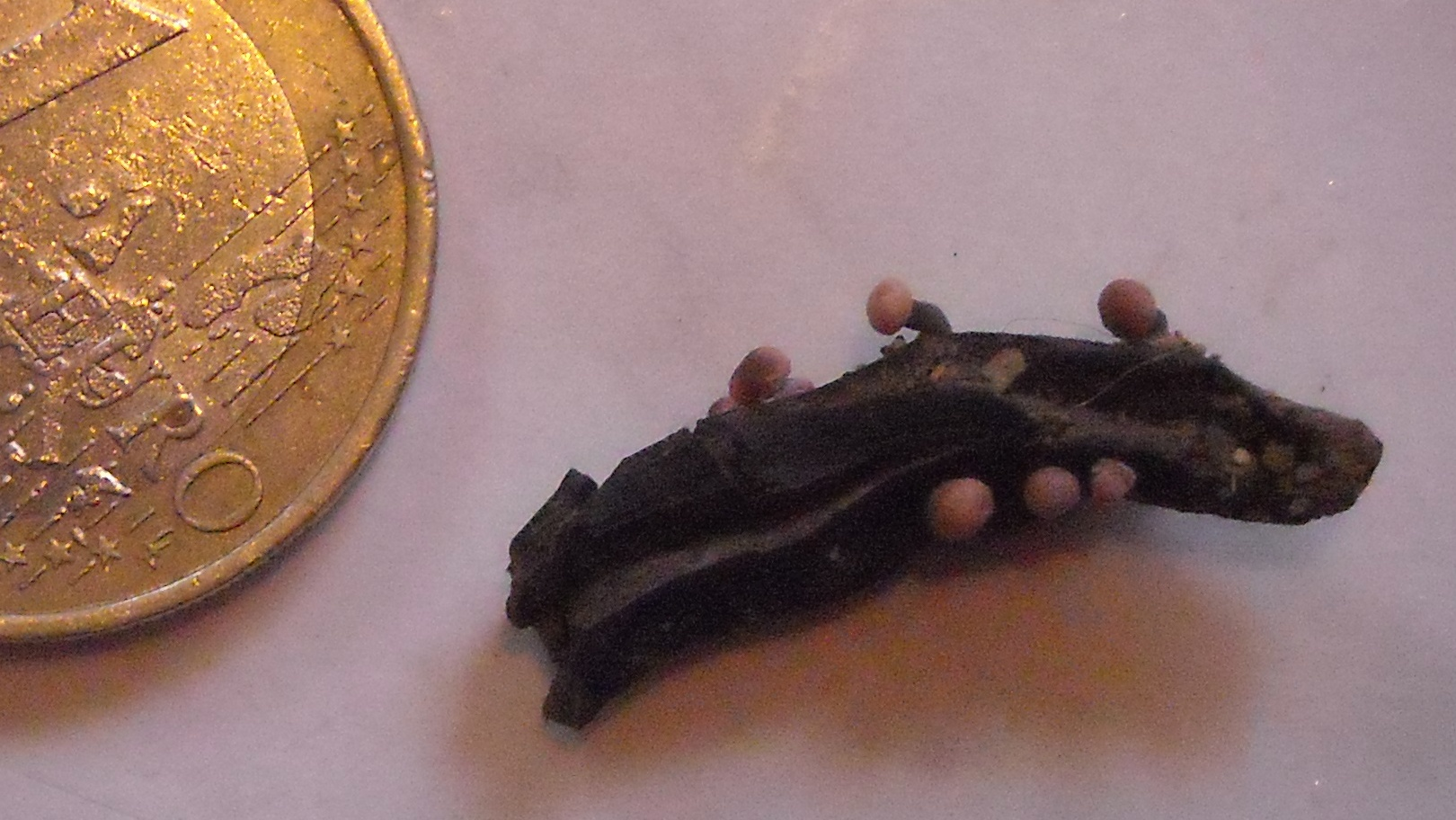
Kiemende stromata van Claviceps purpurea

### Primaire infectie
De schimmel vormt in de bloeiwijze een sclerotium, het donker gekleurde moederkoorn, dat aan het eind van het groeiseizoen op de grond valt, waar het in winterrust gaat. In de periode mei tot en met juli kunnen op het sclerotium meerdere, bolvormige ascokarpen (kleine paddenstoelen) met peritheciën ontstaan. De paddenstoel heeft een 1,5–3 mm grote hoed met een oker- tot oranjegele kleur en donkere stippen van de peritheciënmondjes. De roodachtig bruine steel van de paddenstoel is 5–15 mm lang en 1-1,5 mm dik. In het perithecium ontstaan talrijke asci met de geslachtelijk gevormde ascosporen. (zie seksuele sporenvorming). Tijdens de bloei van de grassen en granen worden de 50-70 µm lange en 0,6-1 µm dikke ascosporen uitgestoten en door de wind verspreid. Via de stempels van de onbevruchte bloempjes dringen de kiemhyfen van de schimmel het vruchtbeginsel binnen (de primaire infectie). Het mycelium breekt het weefsel van het vruchtbeginsel af en verhindert zo de vorming van een graankorrel. Vervolgens worden conidiën gevormd, waarbij een suikerhoudend sap (lijkend op honingdauw) met daarin de conidiën wordt uitgescheiden. Later wordt dan weer een nieuw sclerotium gevormd.

### Secundaire infectie
De ongeslachtelijk gevormde conidiën worden door de wind en insecten verspreid en zorgen voor de secundaire infectie van openbloeiende aartjes, dus vooral bij kruisbevruchtende granen, zoals rogge. Insecten spelen een belangrijke rol bij deze secundaire infectie.